# Grand Prix Japonska 1999
Grand Prix Japonska 1999 byl závod Formule 1, který se uskutečnil 31. října na okruhu Suzuka v prefektuře Mie v Japonsku. Byl to šestnáctý a poslední závod sezóny 1999. Jednalo se o poslední závod bývalého mistra světa Damona Hilla.

## Výsledky

### Závod
- 31. říjen 1999
- Okruh Suzuka
- 53 kol x 5,864 km = 310,792 km
- 646. Grand Prix
- 14. vítězství Mika Häkkinena
- 123. vítězství pro McLaren
- Mika Häkkinena se stává mistrem světa
- Ferrari získává pohár konstruktérů

## Pořadí v cíli
| Pozice | Jezdec                | Vůz            | Čas              |
| ------ | --------------------- | -------------- | ---------------- |
| 1      | Mika Häkkinen         | McLaren MP4/14 | 1:31'18.785      |
| 2      | Michael Schumacher    | Ferrari F399   | á 0:05,015       |
| 3      | Eddie Irvine          | Ferrari F399   | á 1:35,688       |
| 4      | Heinz-Harald Frentzen | Jordan 199     | á 1:38,635       |
| 5      | Ralf Schumacher       | Williams FW21  | á 1:39,494       |
| 6      | Jean Alesi            | Sauber C18     | á 1 kolo         |
| 7      | Johnny Herbert        | Stewart SF3    | á 1 kolo         |
| 8      | Rubens Barrichello    | Stewart SF3    | á 1 kolo         |
| 9      | Jacques Villeneuve    | BAR 001        | á 1 kolo         |
| 10     | Alexander Wurz        | Benetton B199  | á 1 kolo         |
| 11     | Pedro Diniz           | Sauber C18     | á 1 kolo         |
| 12     | Riccardo Zonta        | BAR 001        | á 1 kolo         |
| 13     | Pedro de la Rosa      | Arrows FA20    | á 2 kola         |
| 14     | Giancarlo Fisichella  | Benetton B199  | á 6 kola / Motor |
| Kolo   | Odstoupili            | -              | -                |
| 43     | Toranosuke Takagi     | Arrows FA20    | Převodovka       |
| 43     | Luca Badoer           | Minardi M01    | Motor            |
| 39     | David Coulthard       | McLaren MP4/14 | Hydraulika       |
| 31     | Marc Gené             | Minardi M01    | Převodovka       |
| 21     | Damon Hill            | Jordan 199     | Odstoupil        |
| 19     | Olivier Panis         | Prost AP02     | Alternátor       |
| 3      | Jarno Trulli          | Prost AP02     | Motor            |
| 0      | Alessandro Zanardi    | Williams FW21  | Elektronika      |

### Nejrychlejší kolo
- Michael Schumacher Ferrari 1'41.319

### Vedení v závodě
- 1-19 kolo Mika Häkkinen
- 20-22 kolo Michael Schumacher
- 23-53 kolo Mika Häkkinen

### Postavení na startu
| 1. řada  | 1                                   | 2                                      |
|          | Michael Schumacher Ferrari 1'37.470 | Mika Häkkinen McLaren 1'37.820         |
| 2. řada  | 3                                   | 4                                      |
|          | David Coulthard McLaren 1'38.239    | Heinz-Harald Frentzen Jordan 1'38.696  |
| 3. řada  | 5                                   | 6                                      |
|          | Eddie Irvine Ferrari 1'38.975       | Olivier Panis Prost 1'38.696           |
| 4. řada  | 7                                   | 8                                      |
|          | Jarno Trulli Prost 1'39.644         | Johnny Herbert Stewart 1'39.706        |
| 5. řada  | 9                                   | 10                                     |
|          | Ralf Schumacher Williams 1'39.717   | Jean Alesi Sauber 1'39.721             |
| 6. řada  | 11                                  | 12                                     |
|          | Jacques Villeneuve BAR 1'39.732     | Damon Hill Jordan 1'40.140             |
| 7. řada  | 13                                  | 14                                     |
|          | Rubens Barrichello Stewart 1'40.140 | Giancarlo Fisichella Benetton 1'40.261 |
| 8. řada  | 15                                  | 16                                     |
|          | Alexander Wurz Benetton 1'40.303    | Alessandro Zanardi Williams 1'40.403   |
| 9. řada  | 17                                  | 18                                     |
|          | Pedro Diniz Sauber 1'40.740         | Riccardo Zonta BAR 1'40.861            |
| 10. řada | 19                                  | 20                                     |
|          | Toranosuke Takagi Arrows 1'41.067   | Marc Gené Minardi 1'41.529             |
| 11. řada | 21                                  | 22                                     |
|          | Pedro de la Rosa Arrows 1'41.708    | Luca Badoer Minardi 1'42.515           |
| -------- | ----------------------------------- | -------------------------------------- |

### Zajímavosti
- Vůz se startovním číslem 1 startoval v 500GP
- Pneumatiky Bridgestone zvítězily v 25 GP

| Pole position      | Vítězství      | Nejrychlejší kolo  |
| Německo            | Finsko         | Německo            |
| Michael Schumacher | Mika Häkkinen  | Michael Schumacher |
| Ferrari F399       | McLaren MP4/14 | Ferrari F399       |
| 1'37.470           | 1:31'18.785    | 1'41.319           |
| 216.584 km/h       | 204.215 km/h   | 208.356 km/h       |
| ------------------ | -------------- | ------------------ |

### Stav MS
- Zelená - vzestup
- Červená - pokles

| *  | Jezdec                | Body |
| -- | --------------------- | ---- |
| 1  | Mika Häkkinen         | 76   |
| 2  | Eddie Irvine          | 74   |
| 3  | Heinz-Harald Frentzen | 54   |
| 4  | David Coulthard       | 48   |
| 5  | Michael Schumacher    | 44   |
| 6  | Ralf Schumacher       | 35   |
| 7  | Rubens Barrichello    | 21   |
| 8  | Johnny Herbert        | 15   |
| 9  | Giancarlo Fisichella  | 13   |
| 10 | Mika Salo             | 10   |
| 11 | Jarno Trulli          | 7    |
| 12 | Damon Hill            | 7    |
| 13 | Alexander Wurz        | 3    |
| 14 | Pedro Diniz           | 3    |
| 15 | Olivier Panis         | 2    |
| 16 | Jean Alesi            | 2    |
| 17 | Pedro de la Rosa      | 1    |
| 18 | Marc Gené             | 1    |

| *  | Vozy     | Body |
| -- | -------- | ---- |
| 1  | Ferrari  | 128  |
| 2  | McLaren  | 124  |
| 3  | Jordan   | 61   |
| 4  | Stewart  | 36   |
| 5  | Williams | 35   |
| 6  | Benetton | 16   |
| 7  | Prost    | 9    |
| 8  | Sauber   | 5    |
| 9  | Arrows   | 1    |
| 10 | Minardi  | 1    |

| * | Jezdec         | Body |
| - | -------------- | ---- |
| 1 | Velká Británie | 144  |
| 2 | Německo        | 133  |
| 3 | Finsko         | 86   |
| 4 | Brazílie       | 24   |
| 5 | Itálie         | 20   |
| 6 | Rakousko       | 3    |
| 7 | Francie        | 4    |
| 8 | Španělsko      | 2    |